# Agoo
Agoo is een gemeente in de Filipijnse provincie La Union in het noordwesten van het eiland Luzon. Bij de laatste census in 2007 had de gemeente bijna 58 duizend inwoners.

## Geografie

### Bestuurlijke indeling
Agoo is onderverdeeld in de volgende 49 barangays:
| - Ambitacay - Balawarte - Capas - Consolacion - Macalva Central - Macalva Norte - Macalva Sur - Nazareno - Purok - San Agustin East - San Agustin Norte - San Agustin Sur - San Antonino - San Antonio - San Francisco - San Isidro - San Joaquin Norte | - San Joaquin Sur - San Jose Norte - San Jose Sur - San Juan - San Julian Central - San Julian East - San Julian Norte - San Julian West - San Manuel Norte - San Manuel Sur - San Marcos - San Miguel - San Nicolas Central - San Nicolas East - San Nicolas Norte - San Nicolas West | - San Nicolas Sur - San Pedro - San Roque West - San Roque East - San Vicente Norte - San Vicente Sur - Santa Ana - Santa Barbara - Santa Fe - Santa Maria - Santa Monica - Santa Rita (Nalinac) - Santa Rita East - Santa Rita Norte - Santa Rita Sur - Santa Rita West |

## Demografie
Agoo had bij de census van 2007 een inwoneraantal van 57.952 mensen. Dit zijn 6.029 mensen (11,6%) meer dan bij de vorige census van 2000. De gemiddelde jaarlijkse groei komt daarmee uit op 1,53%, hetgeen lager is dan het landelijk jaarlijks gemiddelde over deze periode (2,04%).

De bevolkingsdichtheid van Agoo was ten tijde van de laatste census, met 57.952 inwoners op 52,18 km², 1110,6 mensen per km².